# Скоупс, Джон Томас
Джон То́мас Ско́упс (англ. John Thomas Scopes, или Джон Т. Скоупс (John T. Scopes); 1900—1970) — учитель из Дейтона, штат Теннесси, США, который 5 мая 1925 года был обвинён в нарушении акта Батлера, запрещавшего преподавание эволюционной теории Ч. Дарвина в школах Теннесси. Решением суда его обязали выплатить штраф в размере 100 долларов. Дело Штат Теннесси против Джона Томаса Скоупса более известно как «Обезьяний процесс» (англ. Monkey Trial).

## Биография

### Ранние годы
Джон Томас Скоупс родился 3 августа 1900 года в семье Томаса Скоупса и Мэри Алвы Браун, которые жили на ферме в Падьюке, штат Кентукки. Джон был пятым ребёнком и единственным сыном. Когда он был подростком, семья перебралась в Данвилл, штат Иллинойс. В 1917-м он переехал в Сейлем, расположенный в том же штате; там в 1919 году посещал среднюю школу.
Некоторое время учился в Иллинойсском университете, но был вынужден покинуть штат по состоянию здоровья. В 1924 году в Университете Кентукки Джон получил степень бакалавра по специализации юриспруденция как главный предмет и геология — как второстепенный.
Позже Скоупс переехал в Дейтон, штат Теннесси, где устроился работать футбольным тренером в средней школе округа Рей. Иногда он заменял учителей, когда те были загружены работой или находились в отпуске, и проводил занятия с учениками.

### Участие в «Обезьяньем процессе»
В начале XX века в США были ещё очень сильны религиозные позиции среди населения, направленные против эволюционной теории. В январе 1925 года в штате Теннесси был принят так называемый акт Батлера — закон, запрещавший преподавать в любом финансируемом штатом образовательном учреждении «любую теорию, которая отвергает историю Божественного Сотворения человека», которой учит Библия. В свою очередь, Американский союз защиты гражданских свобод объявил, что профинансирует прецедент, благодаря которому можно оспорить в суде конституционность этого закона, если найдётся подходящий учитель, готовый выступить в качестве ответчика.
Группа бизнесменов Дейтона во главе с инженером и геологом Джорджем Рапплейей (George Rappleyea) усмотрела в этом возможность прославить свой город. Вскоре они вышли на Скоупса. Рапплейя утверждал, что, хотя акт Батлера запрещает преподавать эволюцию человека, государство обязывает учителей использовать назначенный учебник "Civic biology" («Гражданская биология») Дж. У. Хантера, в котором содержится глава об эволюции, и таким образом учителей Теннесси, по сути, толкают на нарушение закона. Когда Скоупса попросили поучаствовать в создании прецедента, он поначалу воспринял это без энтузиазма, но после некоторого обсуждения заявил группе, собравшейся в аптеке Робинсона:

«Если вы сможете подтвердить, что я преподавал эволюцию и могу выступить в качестве обвиняемого, тогда я готов предстать перед судом».
Оригинальный текст (англ.)"If you can prove that I’ve taught evolution and that I can qualify as a defendant, then I’ll be willing to stand trial."
— Перевод
На суде Скоупса защищала группа юристов во главе с известным адвокатом Клэренсом Дэрроу. Сторону обвинения возглавлял Том Стюарт, сенатор-демократ от штата Теннесси. В группу обвинения входил также юрист и политик Уильям Дженнингс Брайан, идейный вдохновитель акта Батлера и других антинаучных законов. В целом защита на процессе выглядела значительно сильнее и убедительнее. Особенно яркой и запоминающейся стала речь Дадли Филда Мэлоуна, одного из адвокатов Скоупса. Тем не менее, обвиняемого всё же признали виновным и приговорили к выплате штрафа в размере 100 долларов (сумма, равнозначная 1429 долларам по состоянию на 2018 год).
Адвокаты защиты подали апелляцию. Верховный суд штата Теннесси, рассмотрев дело, не признал правоты Скоупса, однако отменил приговор по техническим причинам, поскольку штраф установил судья, а не присяжные.
Вполне возможно, Скоупс на самом деле не был виновен в преступлении. После суда он признался репортёру Уильяму Кинси Хатчинсону, что пропустил урок эволюции, а адвокаты потом подготовили учеников дать «нужные» показания. Дейтонские бизнесмены не знали об этом и были уверены, что Скоупс нарушил закон. Хатчинсон не предавал гласности то, что рассказал ему Скоупс, до 1927 года, когда было принято решение об апелляции.

### Дальнейшая карьера
Судебный процесс ощутимо повлиял на Скоупса в профессиональном и личном отношении. В дальнейшем его образ высмеивался мультипликаторами, карикатуристами, средствами массовой информации. Скоупса это тяготило, он стремился отойти в тень, сосредоточить внимание на карьере.
В 1925 году он поступил в аспирантуру Чикагского университета, чтобы продолжить обучение геологии. Преследования со стороны прессы сильно ему мешали. Он уехал в Венесуэлу, работал на нефтяном месторождении от компании Gulf Oil. Вскоре повстречал свою будущую жену Милдред. В 1930 году восстановился на третьем курсе аспирантуры Чикагского университета. Великая депрессия не лучшим образом влияла на его карьеру: окончив учёбу, он не смог найти подходящей работы в Теннесси. Летом 1932 года Скоупс попытался реализоваться в политике в качестве конгрессмена от штата Кентукки, но потерпел поражение.
В конце концов он вернулся в нефтяную промышленность, выступал в роли эксперта по нефти в Объединённой производственной корпорации, позже известной как Объединённая газовая корпорация (United Gas Corporation). Там он работал сначала в Бивилле, штат Техас, затем, до 1940 года, в офисе компании в Хьюстоне, потом в Шривпорте, штат Луизиана.

### Последние годы
В 1963 году Скоупс вышел на пенсию. В июне 1967-го написал книгу воспоминаний "Center of the Storm: Memoirs of John T. Scopes". Скончался от рака в Шривпорте, Луизиана, 21 октября 1970 года.

## Семья
Скоупс был женат на Милдред Элизабет Скоупс, в девичестве Уокер (Mildred Elizabeth Scopes, née Walker; 1905—1990). В этом браке родились двое сыновей — Джон Томас младший (John Thomas Jr.) и Уильям Клемент «Билл» (William Clement "Bill").